# Corpo cavernoso
Os corpos cavernosos são um par de estruturas de tecido erétil parecidas com esponjas, que contêm a maior parte do sangue do pênis humano durante a ereção. Existem estruturas e funções correspondentes no clitóris das mulheres.